# Ncaang
Ncaang é uma vila localizada no distrito de Kgalagadi em Botswana. Possuía, em 2011, uma população estimada de 228 habitantes.